# سوق الأحد (صباح)
سوق الأحد هي إحدى مشيخات المملكة المغربية، تتبع جغرافيا لعمالة الصخيرات تمارة وإداريًا لصباح. يقدر عدد سكانها بـ 6194 نسمة حسب الإحصاء الرسمي للسكان والسكنى لسنة 2004.